# الكسندر ماكليود
الكسندر ماكليود هو كاتب كندي، ولد في 1972 في إينفيرنيس، نوفا سكوشا ‏ في كندا.